# Alba (Teruel)
Pour les articles homonymes, voir Alba.
Alba ou "Alba del Campo" est une commune d’Espagne, dans la province de Teruel, communauté autonome d'Aragon comarque de Teruel